# ناحية دشتابي
ناحية دشتابي (بالفارسية: بخش دشتابی) هي (ناحية) في مقاطعة بوئين زهرا التابعة لمحافظة قزوين في إيران. في تعداد عام 2006 كان عدد سكانها 24,139 نسمة في 5,879 عائلة. فيها مدينة واحدة: ارداق، وقسمان ريفيان: قسم دشتابي الغربي الريفي وقسم دشتابي الشرقي الريفي.